# Battaglia di Dertosa
La battaglia di Dertosa venne combattuta agli inizi del 215 a.C. tra l'esercito cartaginese e quello romano in Spagna nei pressi della città di Dertosa (oggi Tortosa).

## Contesto storico
Lo storico greco Polibio affermava che tre furono i motivi principali della seconda guerra tra Romani e Cartaginesi:
1. la prima causa scatenante della guerra tra Romani e Cartaginesi fu lo spirito di rivalsa del padre di Annibale, Amilcare Barca.[2] Costui, se non ci fosse stata la rivolta dei mercenari contro i Cartaginesi, avrebbe ricominciato a preparare un nuovo conflitto.[3] Si racconta, inoltre, che Annibale prima di partire era stato condotto al cospetto degli dei della città dal padre che gli aveva fatto giurare odio eterno a Roma.[4] Annibale, poco più che bambino, aveva compreso il significato intimo del giuramento. A 26 anni, capo dell'esercito, idolatrato dai suoi uomini con cui aveva vissuto per anni condividendo pericoli e disagi, impresse una svolta decisiva alla politica cartaginese in Spagna, ampliandone le conquiste.[5]
2. Seconda causa della guerra, sempre secondo Polibio, fu l'aver dovuto sopportare, da parte dei Cartaginesi, la perdita del dominio sulla Sardegna e sulla Corsica con la frode, come ricorda Tito Livio, e il pagamento di ulteriori 1 200 talenti in aggiunta alla somma pattuita in precedenza al termine della prima guerra punica.[6][7]
3. Terza ed ultima causa fu l'aver conseguito numerosi successi in Iberia da parte delle armate cartaginesi, tanto da destare negli stessi un rinnovato spirito di rivalsa nei confronti dei Romani.[8]

In effetti Polibio contestava le cause della guerra che lo storico latino Fabio Pittore avrebbe individuato nell'assedio di Sagunto e nel passaggio delle armate cartaginesi del fiume Ebro. Egli riteneva si trattasse soltanto di due avvenimenti che sancivano l'inizio cronologico della guerra, ma non le cause profonde della stessa. Il trattato del 226 a.C. fissava nell'Ebro il limite dell'espansione punica, ma alcune città, anche se comprese nel territorio controllato dai cartaginesi erano alleate di Roma: Emporion, Rhode e la più famosa di tutte, Sagunto.Questa città era situata in posizione munitissima in cima a un'altura; la sua conquista avrebbe permesso ad Annibale di addestrare e temprare il suo esercito migliorandone l'esperienza, la coesione e le capacità belliche. E Sagunto verosimilmente fu scelta dal condottiero cartaginese deliberatamente come casus belli.
Adducendo la motivazione che Sagunto si trovava a sud dell'Ebro e quindi rientrava nei territori di competenza dei Cartaginesi e non dei Romani, Annibale dichiarò guerra alla città. Sagunto chiese aiuto a Roma che però si limitò a inviare degli ambasciatori che Annibale non ricevette. Sagunto venne attaccata nel marzo del 219 a.C. e sottoposta a un drammatico assedio che si protrasse per otto mesi senza che Roma decidesse di intervenire; tristemente famosa la disperata richiesta dei delegati:
Alla fine, la sfortunata città, stremata dopo otto mesi di fame, battaglie, lutti e disperazione si arrese e venne rasa al suolo.
I Cartaginesi provarono a difendere il loro operato e quello di Annibale, adducendo come scusa che nel trattato precedente dopo la prima guerra punica non si faceva alcun cenno all'Iberia e quindi all'Ebro, ma Sagunto era considerata alleata ed amica del popolo romano. La guerra fu inevitabile, solo che come scrive Polibio, la guerra non si svolse in Iberia [come auspicavano i Romani] ma proprio alle porte di Roma e lungo tutta l'Italia. Era la fine del 219 a.C. e iniziava la seconda guerra punica.
In seguito (218 a.C.) i Romani inviarono in Spagna i due fratelli Scipioni, Gneo e Publio, i quali avevano deciso di dividere tra loro l'esercito, in modo che Gneo comandasse la guerra per terra e Publio per mare (216 a.C.). Frattanto Asdrubale, comandante dei Cartaginesi, non fidandosi abbastanza delle forze che aveva a disposizione, preferì mantenere le distanze dal nemico romano, fortificandosi. E dopo aver a lungo atteso, finalmente ottenne dall'Africa di ricevere un contingente di 4 000 fanti e 1 000 cavalieri. Sentendosi così più forte, decise di avvicinarsi al nemico, ordinando alla flotta di difendere le isole e le spiagge. E mentre si stava preparando, alcuni dei suoi comandanti della flotta disertarono, poiché in precedenza erano stati rimproverati per aver abbandonato la flotta presso l'Ebro. Questi si erano rifugiati presso il popolo dei Tartessi, tanto che, dietro loro istigazione, alcune città si erano ribellate ed una era stata presa con la forza.

### Casus belli
Dopo aver avuto la notizia della vittoria di Canne, Asdrubale aveva ricevuto l'ordine di portare l'esercito in Italia appena gli fosse stato possibile. Quando questa notizia si diffuse tra le popolazioni della penisola iberica, quasi tutte le popolazioni si volsero in favore dei Romani. Venuto a conoscenza della situazione e resosi conto che, nel caso avesse abbandonato la Spagna, i Cartaginesi avrebbero rischiato di perdere tutti i loro possedimenti nella penisola iberica, inviò dei messi in Africa affinché inviassero un suo successore prima della partenza.
Venne così inviato in Spagna Imilcone, con truppe regolari e una flotta più numerosa, per difendere la provincia cartaginese. Giunto presso Asdrubale, quest'ultimo, dopo aver imposto alle popolazioni sottomesse di pagare un tributo per permettergli di comprare il diritto di passaggio nel territorio dei Galli (come aveva fatto un paio d'anni prima il fratello Annibale), partì, discendendo il fiume Ebro. Quando i due Scipioni, che erano impegnati nell'assedio di Ibera, seppero di questi avvenimenti, lasciarono da parte ogni altra impresa e concentrarono le loro truppe per sbarrare la strada a Asdrubale.

## Battaglia

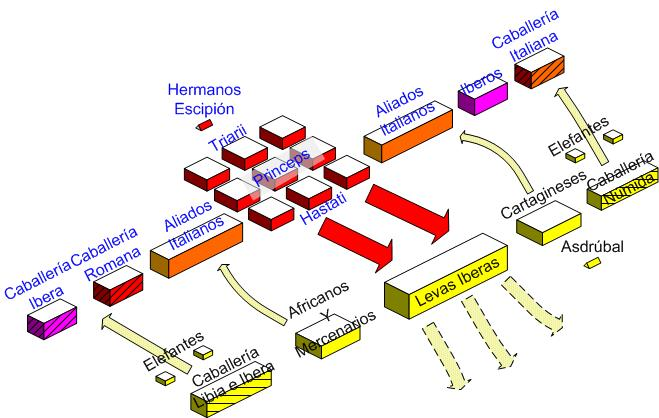
Disposizione iniziale della battaglia di Dertosa

I Romani per alcuni giorni tennero gli accampamenti a distanza di cinque miglia da quelli cartaginesi. Ci furono alcune scaramucce, ma senza che per il momento ci fosse intenzione di scendere a battaglia campale. E quasi si fossero accordati, entrambi gli schieramenti scesero in campo aperto pronti a darsi battaglia.
Lo schieramento romano era disposto su tre linee (triplex acies), dove parte dei velites erano collocati tra principes e triarii, che portavano le insegne; la cavalleria era disposta a cerchio, alle "ali".
Asdrubale rafforzò la sua parte centrale con gli Ispanici. Al lato destro pose i Cartaginesi, a quello sinistro gli Africani e gli ausiliari mercenari; dispose poi i cavalieri numidi a fianco dei fanti cartaginesi, e gli altri a fianco dei fanti africani, a formare le "ali". I Numidi non erano tutti posizionati all'ala destra, e vi erano anche quelli che conducevano due cavalli alla volta e che, nel mezzo della mischia, balzavano dal cavallo più stanco a quello più fresco a grande velocità.
Dalla descrizione che ne fa Livio, sembra che i due schieramenti si equivalessero per numero di armati. Non erano invece nella stessa disposizione d'animo, poiché i Romani, per quanto fossero lontani dalla loro patria, erano persuasi dai loro comandanti a doversi battere per la salvezza dell'Italia e di Roma. Essi erano "disposti a vincere o a morire". L'esercito di Asdrubale era meno determinato a vincere. La maggior parte era infatti di origine ispanica, che preferiva essere vinta in Spagna, piuttosto che essere trasferita vincitrice in Italia.
Al primo scontro, quando vennero lanciati i primi pila, la schiera di mezzo cominciò a retrocedere per poi darsi alla fuga sotto l'impetuosa avanzata romana. Alle ali invece, l'esito sembrava abbastanza equilibrato ed incerto. E quando i Romani sfondarono il centro, questi riuscirono ad impedire che le due ali dell'esercito nemico si ricongiungessero tra loro. E così si ebbero due combattimenti separati, dove in entrambi i Romani erano in condizioni di vincere in quanto, respinta la parte centrale dello schieramento, si trovavano alle ali superiori per numero e forze.

## Conseguenze
Molti dello schieramento cartaginese vennero uccisi, e se non fosse stato per la fuga della parte centrale, pochi sarebbero risultati i sopravvissuti. Non vi fu un vero e proprio combattimento tra cavallerie, poiché non appena Mauri e Numidi si accorsero che il centro del loro schieramento stava cedendo, si diedero alla fuga, abbandonando le "ali" al loro destino e spingendo avanti a loro gli elefanti. Asdrubale invece, dopo essersi trattenuto sul campo di battaglia fino all'ultimo, riuscì a trovare scampo con pochi dei suoi.
I Romani, giunti negli accampamenti nemici, li saccheggiarono. E se vi era qualche città ispanica dubbiosa, quella battaglia la fece aderire alla causa romana, in modo che Asdrubale non solo non poté condurre un nuovo esercito in Italia, ma perse alleati e territori alla causa cartaginese. Dopo che furono inviate alcune lettere a Roma da parte degli Scipioni:
(Livio, XXIII, 29.17.)